# سی‌ام اژدها
سی‌ام اژدها یک ستاره است که در صورت فلکی اژدها قرار دارد.